# Jonathan Aranda
Jonathan Alexander Aranda (Tijuana, México, 23 de mayo de 1998), más conocido como Jonathan Aranda, es un jugador profesional mexicano de béisbol que se desempeña en la posición de primera base en Tampa Bay Rays, equipo de las Grandes Ligas de Béisbol (MLB).

## Carrera
En 2022, Aranda hizo su debut en la MLB con el equipo Tampa Bay Rays, donde lleva jugando tres temporadas.
En la temporadade la Liga Mexicana del Pacífico 2024-25, jugo para el equipo de Yaquis de Ciudad Obregón donde jugó el mes de diciembre con estadísticas de .309/.430/.617 en 26 juegos, siendo además, el jugador con más home runs con 6, empatado con Víctor Mendoza
Para la Temporada 2025 de las Grandes Ligas de Béisbol tiene de estadísticas .320/.406/.896, en 194 turnos al bat, esto para el 9 de junio de 2025.